# ABC (гурт)
ABC — англійський поп-гурт, сформований у Шеффілді в 1980 році. Їхній класичний склад включав вокаліста Мартина Фрая, гітариста і клавішника Марка Уайта, саксофоніста Стівена Сінглтона і барабанщика Девіда Палмера.
Розпочавши свою діяльність як розвиток раніше існуючої групи Vice Versa, ABC досягли десяти популярних синглів в Топ-40 Великої Британії і п'ять синглів в ТОП-40 США між 1981 і 1990 роками. Їхній дебютний студійний альбом 1982 року, «The Lexicon of Love», став номером один у Великій Британії. Їх успіх в США на початку 1980-х років дозволив їм бути пов'язаними із Другим британським вторгненням.
Зараз ABC, фактично, є сольним проєктом Фрая, і вони продовжують гастролювати і випустили дев'ятий студійний альбом «The Lexicon of Love II» у 2016 році.

## Історія

### Формування
ABC має свої коріння в гурті Vice Versa, що був сформований у Шеффілді в 1977 році синтезатористами Стівеном Сінглтоном і Марком Уайтом. Їхній перший виступ відбувся як виступ в підтримку гурту Wire в клубі Outlook в Шеффілді. Вони заснували свій власний лейбл, Neutron Records, і випустили мініальбом під назвою «Music 4». Мартін Фрай, який писав фанзин Modern Drugs, взяв інтерв'ю учасників Vice Versa, і незабаром після цього вони запросили його приєднатися до гурту як синтезаториста. Фрай прийняв запрошення, і до кінця 1980 року гурт став відомим під назвою ABC, з Фраєм як головним вокалістом. Останній день гурту під назвою Vice Versa відбувся на Фестивалі Futurama 2 в Лідсі у вересні 1980 року; з того моменту вони виступали як ABC, і Сінглтон грав на саксофоні, а Уайт на гітарі та клавішах. У наступному році до Сінглтона та Уайта приєдналися Марк Ліклі на басі та Девід Робінсон на барабанах.

### Лексикон кохання, Удар краси та Як стати мільйонером: 1981—1985
Перший сингл гурту під назвою «Tears Are Not Enough» у 1981 році потрапив до топ-20 у Великобританії. Незабаром після цього Робінсон покинув гурт і його місце зайняв Девід Палмер; Ліклі вийшов з гурту незабаром після цього і не був замінений. У 1982 році гурт випустив свій дебютний студійний альбом під назвою «The Lexicon of Love», який досяг першого місця в чарті альбомів Великої Британії. Вироблений Тревором Хорном, цей альбом часто з'являвся в списку улюблених альбомів британських критиків: він посів 42-е місце в списку «Top 100 British Albums» журналу «The Observer Music Monthly» (червень 2004 року) та 40-е місце в списку «100 Greatest British Albums» журналу «Q» (червень 2000 року). 1982 року гурт видал 3 сингли, які потрапили до топ-10: «Poison Arrow», «The Look of Love» (обидва записані, коли Марк Ліклі був членом гурту) і «All of My Heart». Було знято кілька музичних відео високого рівня, включаючи довгий відеоряд у стилі шпигунського пастишу «Mantrap» від Джулієна Темпла.
Після завершення туру Lexicon of Love Палмер приєднався до групи Yellow Magic Orchestra для проведення серії концертів; незабаром після цього Фрай, Уайт і Сінглтон вирішили знову зібратися, щоб розпочати роботу над своїм наступним альбомом, і це призвело до відходу Палмера з гурту ABC, щоб дотримуватися своїх зобов'язань перед туром Yellow Magic Orchestra. Решта учасників гурту знайшли це важко повторити успіх свого дебюту. Їхній другий альбом «Beauty Stab» був випущений у листопаді 1983 року, вироблений Гарі Ланганом, який був звукорежисером на «The Lexicon of Love». В порівнянні з попередником він виконав погано, піднявшись лише до 12 місця в чартах. Перший сингл з альбому, «That Was Then but This Is Now», на короткий час потрапив до топ-20 у Великобританії, а далі до топ-40 хіт «SOS». Гурт уникав створення реміксів для цього проєкту, тому 12-дюймовий сингл «That Was Then but This Is Now» містив попередження: «Цей запис точно такий самий, як версія на 7 дюймі. Ваш вибір».
Сінглтон покинув гурт незабаром після випуску альбому Beauty Stab через незгоду Фрая і Уайта витрачати багато часу на гастролі з матеріалом гурту. Після цього Фрай і Уайт запросили Фіону Рассел Пауелл (під псевдонімом «Еден») і Девіда Ярріту в новий склад гурту. Рассел Пауелл була членом оригінального складу перед ABC гурту Vice Versa. Згідно зі статтею, опублікованою 7 березня 1997 року, вона «відмовилася» від першого живого виступу Vice Versa, і роль фронтмена перейшла до Фрая. У складі Фрай-Уайт-Рассел Пауелл-Ярріту був записаний альбом «How to Be a Zillionaire!», який вийшов у 1985 році. Чартовий успіх гурту в Великобританії зменшився з цим альбомом, але вони здобули свій перший топ-10 хіт у США з піснею «Be Near Me», яка також потрапила до топ-30 у Великобританії. На альбомі також були сингли «(How to Be a) Millionaire», «Vanity Kills» і «Ocean Blue». Ідею для мультфільмів у вигляді членів гурту було позичено з фотосесії, яку зробив Девід Левін, чиї роботи з'являлися на багатьох обкладинках синглів з цього альбому. Кейт ЛеБлан з Tackhead програмував багато роботи над бітбоксом для альбому.

### Успіх в чартах продовжується з Alphabet City: 1986—1988
Після перерви, під час якої Фрай лікувався від лімфоми Ходжкіна, він і Уайт знову зібралися як дует ABC і випустили альбом «Alphabet City» у 1987 році. Цей альбом повернув їх в британський ТОП-10 вперше за п'ять років, піднявшись до 7 місця. В альбомі була пісня «When Smokey Sings», присвячена Смокі Робінсону, яка майже потрапила до британського ТОП-10. Ця пісня принесла гурту найбільший успіх у США, де вона піднялася на п'яте місце у вересні. Альбом також породив сингли «The Night You Murdered Love» (Велика Британія № 31) і «King Without a Crown» (Велика Британія № 44).

### Up, альбом найкращих хітівAbsolutelyтаAbracadabra: 1989—1992
У 1989 році дует видав альбом «Up», свій п'ятий і останній студійний альбом на лейблі PolyGram. Цього разу експериментуючи з хауз-музикою, ABC отримали невеликий хіт у Великобританії з синглом «One Better World». Другий сингл «The Real Thing» і сам альбом були менш успішними. Під час цього періоду дует працював над кількома зовнішніми продукціями для сцени хаус-музики. Однією з них був сольний альбом і перший сингл Пола Резерфорда (Frankie Goes to Hollywood), а іншою — робота з Ліззі Тір на власному лейблі Neutron дуету.
У 1990 році гурт випустив компіляцію найкращих хітів «Absolutely». Вона охопила всі альбоми ABC до 1990 року і містила більшість їх синглів. Компіляція потрапила до топ-10 у Великобританії. Також було випущено відеопакет із промо-роликами. Для просування компіляції була випущена нова пісня «The Look of Love '90».
Дует перейшов на лейбл EMI (і MCA в Північній Америці), де вони записали альбом «Abracadabra» 1991 року. Два сингли, «Love Conquers All» і «Say It», ледь не потрапили до ТОП-40 у Великобританії, хоча ремікс останньої пісні від італійського продюсерського колективу Black Box потрапив на американські чарти хаус-музики.
Мартін Фрай також співпрацював з групою M People у 1991 році на їхньому першому альбомі «Northern Soul», записуючи вокали для пісні «Life». Однак, коли альбом був перевиданий у 1992 році і знову у 1995 році, ця композиція була вилучена.

### Skyscrapingта повернення: 1997—2007
Після шестирічної перерви Фрай, який тепер був єдиним учасником ABC, відновив назву гурту в 1997 році для альбому «Skyscraping», який був відданий пошану декільком з його музичних героїв, включаючи Девіда Бові, Roxy Music і Sex Pistols. З внеском Гленна Грегорі з Heaven 17 і Кіта Лоундса в сесіях і написанні пісень, альбом комерційно не вдався, хоча сингл «Stranger Things» досягнув 57-го місця в Великобританії. Ще два сингли, «Rolling Sevens» і «Skyscraping», не потрапили в чарти.

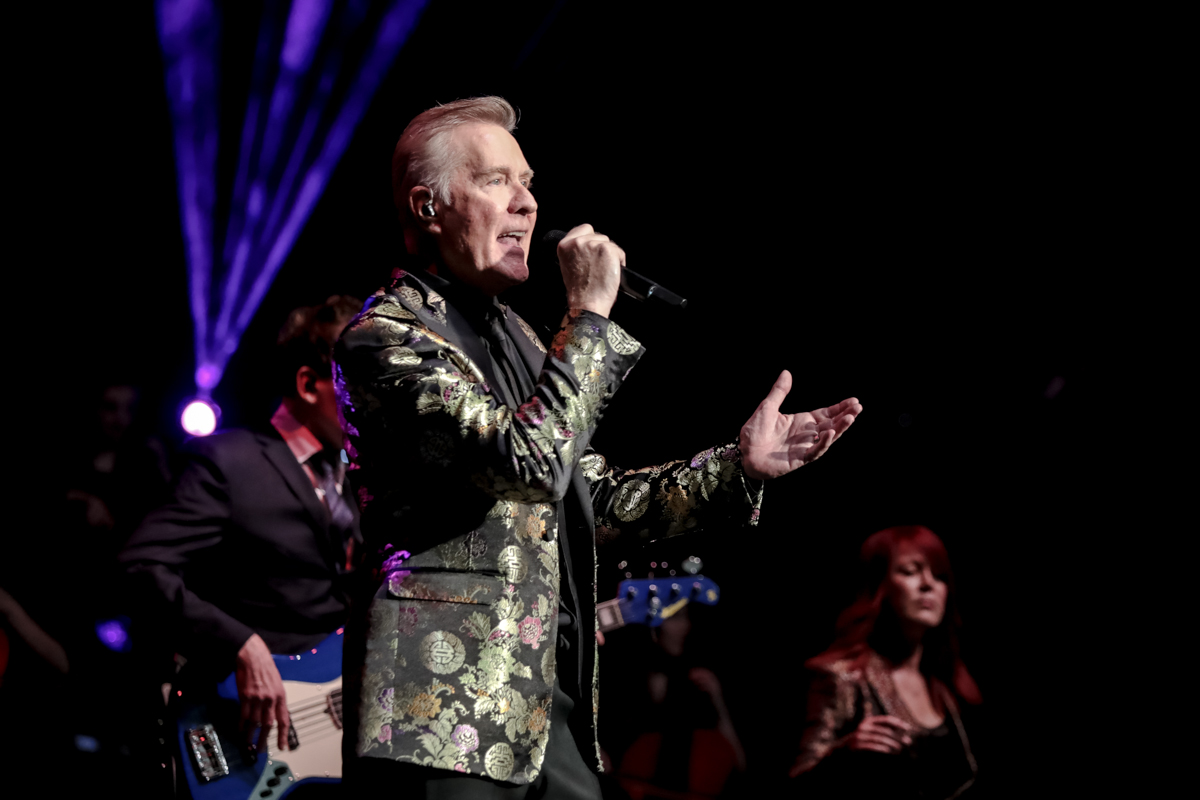
ABC (2023)

У 1999 році ABC випустили свій перший живий альбом «The Lexicon of Live». Альбом включав більшість їхніх головних хітів. Хоча Фрай був єдиним учасником, залишилися у нього музичний супровід та він був зображений на обкладинці альбому в своєму знаменитому золотому ламе костюмі.
У 2001 році було випущено «Look of Love — The Very Best of ABC». Попри те, що це суттєво було перевиданням найкращих хітів 1990 року з компіляцією «Absolutely», альбом містив дві нові пісні від Фрая, «Peace and Tranquility» і «Blame». Також був випущений супровідний DVD, разом із бонусним диском реміксів.
У 2004 році шоу VH1 «Bands Reunited» намагалося об'єднати класичний склад гурту з Фраєм, Уайтом, Сінглтоном і Палмером для концерту-повернення. Фрай і Палмер з'явилися і грали разом (з допомогою Ніка Беґґса з Kajagoogoo) вперше за понад двадцять років. Сінглтон і Уайт відмовились брати участь.

## Дискографія
- The Lexicon of Love (1982)
- Beauty Stab (1983)
- How to Be a ... Zillionaire! (1985)
- Alphabet City (1987)
- Up (1989)
- Abracadabra (1991)
- Skyscraping (1997)
- The Lexicon of Live (2000)
- Traffic (2008)
- The Lexicon of Love II (2016)
- The Lexicon of Love 40th Anniversary Live At Sheffield City Hall (2023)